# 烏多姆利亞湖
57°56′10″N 35°3′1″E / 57.93611°N 35.05028°E

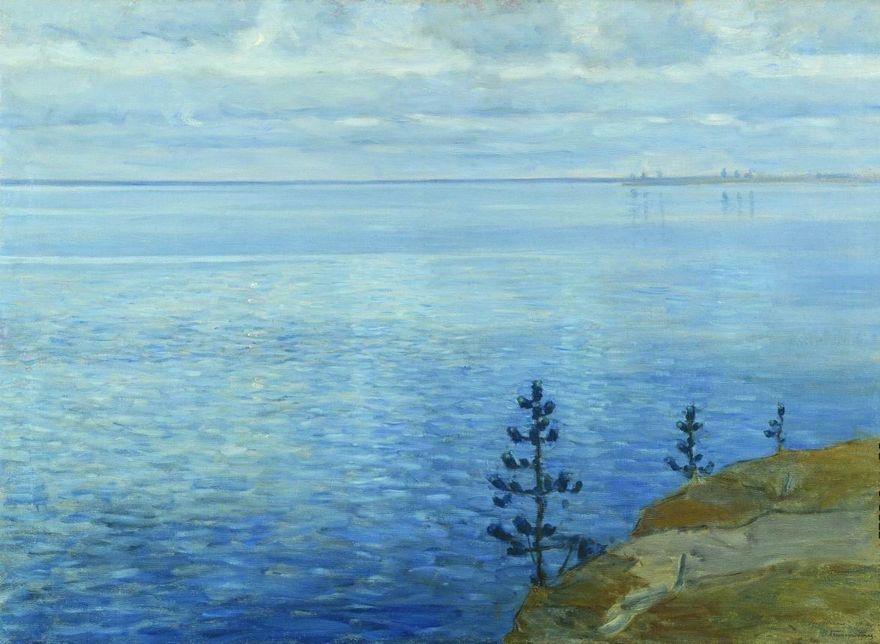

烏多姆利亞湖（俄语：Удомля），是俄羅斯的湖泊，位於該國西北部特維爾州，長7.4公里、寬3.2公里，面積10平方公里，海拔高度154.7米，集水區面積400平方公里，最大水深30米。